# De Balkan tijdens de Tweede Wereldoorlog

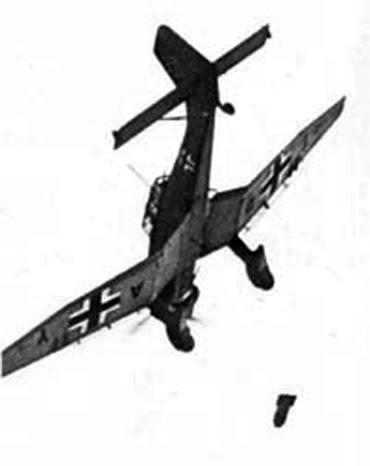
Bombardement op Belgrado op 6 april 1941

Medio 1939 was de Balkan door een combinatie van Duitse diplomatieke druk, economische druk en dreigementen stevig onder Duitse invloed gekomen. Hongarije, Roemenië, Joegoslavië, Griekenland en Bulgarije waren economisch geheel van Duitsland afhankelijk, terwijl Italië Albanië bezet had.
De ambities van Italië verstoorden echter deze krampachtige vrede. In oktober 1940 viel Italië Griekenland binnen. De Italiaanse troepen bleken echter niet in staat om zonder Duitse steun Griekenland te veroveren. Integendeel: de Grieken, gesteund door de Britten, drongen de Italianen terug en namen zelfs delen van het in 1939 door Italië bezette Albanië in. Het gevaar dreigde dat de Britten een bruggenhoofd in Griekenland zouden vestigen en dat de Grieken de Italianen zouden verdrijven. Hitler reageerde met voorbereidingen voor een offensief tegen Griekenland.
De strategie was dat Griekenland vanuit Bulgarije binnengevallen zou worden. Roemenië en Bulgarije schikten zich naar de wensen van de Führer, terwijl ook Joegoslavië zich bij de aslanden moest aansluiten. Hierop reageerden de Joegoslaven echter met een staatsgreep: de regent prins Paul werd afgezet ten gunste van de Britsgezinde Peter II. Joegoslavië weigerde deel te nemen aan de as onder de leuze "Liever dood dan slaaf!". Joegoslavië werd nu echter ook een doel in de Duitse campagne. Een te elfder ure gesloten niet-aanvalspact met de Sovjet-Unie was tevergeefs: op 7 april 1941 vielen de Duitsers Joegoslavië en Griekenland binnen.
De Duitsers, Bulgaren en Italianen vielen Joegoslavië van vier kanten binnen, terwijl de Luftwaffe Belgrado drie dagen lang bombardeerde. Hierna werden de Grieken aangepakt. Op 17 april 1941 capituleerde Joegoslavië, op 27 april Griekenland. De landen werden in verschillende stukken geknipt:
- Italië bezette Zuid-Slovenië, een aantal kustplaatsen, Montenegro, een deel van Noord-Griekenland, de Ionische Eilanden en Kosovo;
- Duitsland bezette Noord-Slovenië;
- Hongarije bezette de Vojvodina;
- Bulgarije bezette Macedonië en het Griekse West-Thracië;
- De Servische en Griekse kerngebieden vielen onder militair gezag van de Wehrmacht, al dan niet met behulp van collaborateurs (een situatie vergelijkbaar met die in België);
- Kroatië werd onder Ante Pavelić en de fascistische Ustašabeweging een satellietstaat van Duitsland, en met Bosnië uitgebreid.

Een duistere periode brak aan. Degenen die het geluk hadden in de Italiaanse zones te wonen waren nog het beste af. De Italianen gedroegen zich correct, en Joden werden met rust gelaten. Ook de Bulgaren weigerden mee te werken aan de Jodenvervolgingen, maar traden in de door hen bezette gebieden hardvochtig op. In Griekenland brak hongersnood uit en de Duitsers gingen in Servië vreselijk te keer. De Joodse bevolking werd hier vrijwel uitgeroeid. Het ergste lot was echter de Serviërs binnen Kroatië beschoren: volgens Ante Pavelić moest "1/3 geassimileerd, 1/3 verdreven, en 1/3 vernietigd worden". Dit kwam neer op het bijeendrijven en vermoorden van Serviërs in concentratiekampen en gedwongen massale bekeringen (waarna de Serviërs soms "voor zekerheid" toch vermoord werden door de kerk in brand te steken). In Roemenië kwam de IJzeren Garde terug in het machtscentrum en ging zodanig tekeer, dat ze moest worden afgezet.
Al snel ontstonden uit groepen gevluchte Joegoslavische soldaten de eerste verzetslegers: de monarchistische Četniks van Mihailović, gevolgd door de communistische partizanen van Tito. Na korte samenwerking begonnen ze elkaar te bestrijden waarbij sommige Četniks tot collaboratie overgingen. De guerrilla’s hielden al snel vele in de Sovjet-campagne benodigde divisies in Joegoslavië vast. Ook in Griekenland ontstonden verzetsbewegingen. Met name de communistische EAM/EAS was zeer actief. Uiteindelijk zou dit - toen de Duitsers zich terugtrokken - uitmonden in een burgeroorlog.
In 1943 capituleerde Italië, waarop de Duitsers de bezette gebieden overnamen. In 1944 trokken de meeste Duitsers terug naar Oostenrijk en Hongarije om niet door de oprukkende Russen de pas afgesneden te worden. Britten landden in Griekenland, terwijl de partizanen grote delen van Joegoslavië bezetten, en zelfs Noordoost-Italië binnenvielen.
Roemenië verloor bij Iassy een beslissende slag, waarop premier en dictator Ion Antonescu vluchtte en koning Michael met de Russen ging praten. Toen Roemenië vrede sloot en Duitsland de oorlog verklaarde, bombardeerde de Luftwaffe als wraak Boekarest en de olievelden in de Banat.
Bulgarije sloot haastig vrede, terwijl het Rode Leger contact maakte met de partizanen van Tito.
Het einde van de bezetting van de Balkan vormde de vlucht van een colonne van 200.000 Ustašastrijders met hun gezinnen, geleid door Ante Pavelič, in mei 1945. De stoet verliet Zagreb, trok door Slovenië, maar werd bij het Oostenrijkse grensplaatsje Bleiburg door de Britten tegengehouden. Terwijl Britse soldaten de grens bewaakten en Britse Spitfires boven hun hoofden cirkelden, namen de partizanen de meesten van hen gevangen. Ze werden teruggevoerd en de meesten van hen kwamen in Joegoslavische gevangenissen en strafkampen terecht. Dit lot was ook vele ex-Četniks beschoren, terwijl Mihailovič uiteindelijk wegens hoogverraad geëxecuteerd werd.
Na de oorlog zouden Albanië, Roemenië en Bulgarije in het communistische Oostblok worden opgenomen. Griekenland sloot zich, na een vreselijke burgeroorlog, aan bij het Westen. Joegoslavië stichtte de Beweging van Niet-Gebonden Landen.